# Gerhard Prautzsch
Gerhard Prautzsch (* 25. September 1941 in Rochlitz) ist ein ehemaliger deutscher Fußballspieler und späterer Fußballtrainer.

## Sportliche Laufbahn

### Fußballspieler
Prautzsch begann mit dem Fußballspiel bei der heimatlichen BSG Motor Rochlitz und kam über die BSG Aufbau in Klingenthal als Nachwuchsspieler zur SG Dynamo Dresden. Er hielt seiner Sportgemeinschaft bis zum Ende seiner aktiven Laufbahn die Treue. Von November 1959 bis Juli 1960 wurde er in sieben Länderspielen der DDR-Juniorennationalmannschaft eingesetzt. Beim 1960 in Österreich ausgetragenen UEFA-Juniorenturnier, der inoffiziellen Europameisterschaft dieser Altersklasse, gelang ihm mit der ostdeutschen U-18 als Letzter der Vorrundengruppe C nicht der Einzug ins Halbfinale.
Im Jahr 1962 absolvierte er zum ersten Mal mit der Männermannschaft der Dresdner ein Oberligaspiel. Zu dieser Zeit machte sich Dynamo Dresden auf, aus den Niederungen des DDR-Fußballs herauszukommen, doch reichte die Qualität in der Saison 1962/63 noch nicht für den Klassenerhalt in der DDR-Oberliga. Daher musste Prautzsch, der in dieser Spielzeit 24 von 26 möglichen Oberligaeinsätzen als linker Außenverteidiger absolviert hatte, noch ein Jahr in der Zweitklassigkeit verbringen. Erst ab 1964 gelang es den Dynamos, sich für mehrere Jahre in der Oberliga zu etablieren. Nach einem weiteren Jahr in der zweitklassigen DDR-Liga 1968/69 stieg Dynamo Dresden zu einer Spitzenmannschaft im DDR-Fußball auf. Aufgrund dieser Entwicklung war es Prautzsch nicht vergönnt, als Aktiver einen Titel zu gewinnen. Als Erfolge konnte er die drei Oberligaaufstiege in den Jahren 1962, 1964 und 1969 feiern. Mit dem Abschluss der Saison 1968/69, in der Prautzsch nur noch vier Punktspieleinsätze in der DDR-Liga absolvierte, beendete er seine aktive Laufbahn als Fußballspieler aufgrund einer Rückenverletzung. In seinen fünf Oberligaspielzeiten hatte er stets als Verteidiger gespielt und dabei in 92 von 130 ausgetragenen Punktspielen für Dynamo Dresden vier Tore erzielt.

### Fußballtrainer
Am Anfang der Fußballsaison 1969/70 begann der inzwischen als Diplomsportlehrer an der Leipziger Sporthochschule (DHfK) ausgebildete Prautzsch bei Dynamo Dresden als Nachwuchstrainer zu arbeiten. Er wurde 1973 Assistenztrainer von Walter Fritzsch, den er zur Saison 1978/79 als Cheftrainer ablöste. Prautzsch übernahm die Mannschaft als DDR-Fußballmeister, jedoch gelang ihm über fünf Spielzeiten nicht, diesen Erfolg zu wiederholen. Seinen einzigen Titelgewinn holte er sich 1982 im Finale des DDR-Fußballpokals, als seine Mannschaft den damaligen Serienmeister BFC Dynamo nach Elfmeterschießen besiegen konnte. Bereits ein Jahr zuvor geriet er bei den Sportfunktionären in Dresden und Berlin in Misskredit, als seine drei Spieler Peter Kotte, Matthias Müller und Gerd Weber im Zusammenhang mit Webers Republikfluchtplänen aus der Mannschaft ausgeschlossen wurden. Als Dynamo Dresden in der Saison 1982/83 nur einen enttäuschenden 7. Platz erreichte und zuvor schon in der 1. Runde des Europapokals der Pokalsieger gegen die dänische Mannschaft von B.93 Kopenhagen ausgeschieden war, wurde Prautzsch am 30. Juni 1983 entlassen und zur zweitklassigen SG Dynamo Eisleben versetzt. Dort übernahm er in der Saison 1984/85 das Training der 1. Männermannschaft und übergab sein Amt im März 1985 an Jürgen Grzega, als das Team auf Tabellenplatz sechs rangierte. Ab Juni 1985 betreute er den mosambikanischen Erstligisten Estrela Vermelha de Maputo und erreichte bis 1989 in der Abschlusstabelle immer Platzierungen vom dritten bis siebten Rang, 1987 nahm er mit dem Hauptstadtklub außerdem am Afrika-Cup der Pokalsieger teil. Nach vier Jahren kehrte Prautzsch nach Dresden zurück, wo er zeitweise bei Dynamo Dresden als Fitness- und Torwart-Trainer arbeitete. Ende der 1990er Jahre war er als Trainer beim FC Eintracht Schwerin in der viertklassigen Oberliga Nordost tätig.